# Farid Belmellat
Farid Belmellat, né le 18 octobre 1970 à Kouba (Algérie), est un ancien footballeur international algérien devenu ensuite entraîneur des gardiens de but.
Il compte 1 sélection en équipe nationale en 2002.

## Biographie
Farid Belmellat connaît sa seule sélection en équipe nationale A d'Algérie le 29 mars 2003 face à l'Angola. Ce gardien formé au RC Kouba, fait tour à tour plusieurs clubs dont la JS Kabylie, le RFC de Liège en Belgique, l'USM Alger par deux fois, puis encore le RC Kouba, l'USM Blida, et la JSM Bejaïa avant de revenir à l'USM Alger, où il a joué de juin 2004 jusqu'à juin 2008 maintenant il est en retraite.

## Carrière
- 1987-1991 : RC Kouba
- 1991-1992 : JS Kabylie
- 1992-1993 : RFC de Liège
- 1993-1994 : USM Alger
- 1994-1996 : RC Kouba
- 1996-2000 : USM Alger
- 2000-2001 : USM Blida
- 2001-2003 : JSM Béjaïa
- 2003-2008 : USM Alger

## Palmarès
- Champion d'Algérie en 2005 avec l'USM Alger.
- Vice-champion d'Algérie en 1998, 2004 et 2006 avec l'USM Alger.
- Vainqueur de la coupe d'Algérie en 1992 avec la JS Kabylie.
- Vainqueur de la coupe d'Algérie en 1997, 1999 et 2004 avec l'USM Alger.
- Finaliste de la coupe d'Algérie en 2006 et 2007 avec l'USM Alger.
- Champion d'Algérie D2 en 1988 avec le RC Kouba.
- Vice-champion d'Algérie D2 en 1994 avec l'USM Alger.
- Vice-champion d'Algérie D2 en 1995 avec le RC Kouba.
- 1 sélection en équipe d'Algérie A (le 1er janvier 2006)